# Future bass
Future bass é um estilo de música eletrônica que surgiu na década de 2010, combinando elementos de dubstep e trap com ritmos mais quentes e menos agressivos.
O gênero foi pioneirado por produtores como Hudson Mohawke, Lido, San Holo e Cashmere Cat, ganhando popularidade entre meados e o final da década de 2010 com artistas como Flume(en), Martin Garrix, Marshmello, Illenium e Mura Masa. O ano de 2016 é frequentemente citado como o momento de maior ascensão do future bass.

## Características
Future bass é descrito como evidenciando uma profunda bassline com sintetizadores diversos, de estilo "detuned", incluindo onda dente de serras e onda quadrada. As ondas sonoras são frequentemente moduladas usando automations ou oscilação de baixa frequência controlando o cutoff ou um audio filter (tipicamente o low pass ou filtro high pass), o que faz a onda sonora soar pesada ou suave. É comum a utilização de um tipo de "pestanejo" que causa a ascensão gradual do pitch.
O future bass se origina nos géneros trap, footwork e UK bass, todos populares nos anos 2010, tendo semelhanças com outras variantes de eletrónica também. Também é originário do ambiente post-dubstep no Reino Unido, sendo comparável ao chiptune e glitch hop e também ao electro-pop, que justifica a influência do mesmo na música pop da última década.